# Командный чемпионат СССР по спидвею 1980

## Высшая Лига
| М | Команда                    | Матч | Очки |
| - | -------------------------- | ---- | ---- |
| 1 | «Сибирь», г. Новосибирск   | 12   | 22   |
| 2 | «Башкирия», г. Уфа         | 12   | 16   |
| 3 | «Турбина», г. Балаково     | 12   | 12   |
| 4 | «Нефтяник», г. Октябрьский | 12   | 12   |
| 5 | «Баррикада», г. Ленинград  | 12   | 10   |
| 6 | «Локомотив», г. Даугавпилс | 12   | 8    |
| 7 | «Жигули», г. Тольятти      | 12   | 4    |
|   | «Патриот», г. Шахты        |      | ОТК  |

Команда «Патриот» Шахты от участия в чемпионате отказалась

## Первая лига

### Финал
| М | Команда                  | Матч | Очки |
| - | ------------------------ | ---- | ---- |
| 1 | «Сигнал», г. Ровно       | 2    | 4    |
| 2 | «Восток», г. Владивосток | 2    | 2    |
| 3 | «Цементник», г. Черкесск | 2    | 0    |

### 1 зона
| М | Команда                  | Матч | Очки |
| - | ------------------------ | ---- | ---- |
| 1 | «Сигнал», г. Ровно       | 8    | 16   |
| 2 | «Восход», г. Вознесенск  | 8    | 12   |
| 3 | «Ригатранс», г. Рига     | 8    | 8    |
| 4 | «Шахтёр», г. Червоноград | 8    | 4    |
| 5 | «Монтажник», г. Тюмень   | 8    | 0    |

### 2 зона
| М | Команда                  | Матч | Очки |
| - | ------------------------ | ---- | ---- |
| 1 | «Цементник», г. Черкесск | 10   | 16   |
| 2 | «Урал», г. Стерлитамак   | 10   | 12   |
| 3 | «Тайфун», г. Элиста      | 10   | 12   |
| 4 | «Салават», г. Салават    | 10   | 12   |
| 5 | «Арциви», г. Тбилиси     | 10   | 8    |
| 6 | «Хазри», г. Баку         | 10   | 0    |

### 3 зона
| М | Команда                    | Матч | Очки |
| - | -------------------------- | ---- | ---- |
| 1 | «Восток», г. Владивосток   | 10   | 18   |
| 2 | «Труд», г. Мелеуз          | 10   | 14   |
| 3 | «Кузбасс», г. Кемерово     | 10   | 14   |
| 4 | «Вятка», г. Вятские Поляны | 10   | 6    |
| 5 | «Луч», г. Фергана          | 10   | 6    |
| 6 | «Омич», г. Омск            | 10   | 0    |

## Медалисты
| «Сибирь», г. Новосибирск | В.Кузнецов, В.Клычков, С.Дюжев, Ю.Павлюченко, П.Беляев, В.Пазников, А.Басманов, А.Максимов, С.Архангельский                     |
| «Башкирия», г. Уфа       | М.Старостин, Н.Корнев, О.Рахимов, Ю.Николаев, А.Халявин, А.Мухин, Р.Саитгареев, Е.Токунов, И.Елеусизов, В.николаев, С.Никонов   |
| «Турбина», г. Балаково   | Вал. Гордеев, В.Никипелов, А.Миклашевский, С.Денисов, Н.Симонов, М.Шумилов, Н.Лукьянов, В.Дубс. В.Шляпугин, А.Павлов, О.Волохов |